# Tatya Tope
Tatya Tope, född 1814, död 1859, var en indisk befälhavare, känd för sitt deltagande i sepoyupproret mot britterna 1857. 
Han var initialt en anhängare av Nana Sahib av Bithoor. Han besegrade britterna och tvingade dem att överge Cawnpore första gången de lyckades återerövra staden. Han allierade sig sedan med Rani Lakshmibai av Jhansi och erövrade Gwalior vid hennes sida. Han blev dock därefter besegrad av general Napier.